# Cmentarz prawosławny w Obszy (nowy)
Cmentarz prawosławny w Obszy – prawosławna nekropolia w Obszy, utworzona w 1837 dla parafii unickiej. Po 1875 przemianowana na prawosławną. Po I wojnie światowej nieczynna.

## Historia i opis
Cmentarz został założony w 1837 na potrzeby parafii unickiej. W 1875, wskutek likwidacji unickiej diecezji chełmskiej miejscowa parafia wraz z cmentarzami została przemianowana na prawosławną. Aż do końca XIX w. nekropolia współegzystowała z dawnym cmentarzem. Jeszcze jako greckokatolicki, cmentarz był powiększany w 1852 i 1865, a następnie ok. 1877. Cmentarz był czynny do I wojny światowej, kiedy to ludność prawosławna udała się na bieżeństwo. Do II wojny światowej pochówki odbywały się sporadycznie, a obecnie cmentarz jest nieczynny.
Na początku lat 90. XX wieku na terenie cmentarza zachowało się wiele kamiennych nagrobków. Wśród nich są prawosławne krzyże na prostopadłościennych postumentach i trzystopniowych podstawach tudzież nagrobki z ornamentami roślinnymi. Należy wyróżnić mogiłę proboszcza miejscowej parafii z 1912.
Wokół cmentarza zachowały się 22 słupy kamienne stanowiące dawne ogrodzenie cmentarza.